# ラ・バスティッド＝クレーランス
ラ・バスティッド＝クレーランス （フランス語:La Bastide-Clairence、ガスコーニュ語:Labastida-Clarença、バスク語:Bastida）は、フランス、ヌーヴェル＝アキテーヌ地域圏、ピレネーザトランティック県のコミューン。バス＝ナヴァール地方に属し、フランスの最も美しい村に登録されている。

## 語源
ラ・バスティード＝クレーランスの名は、la Bastida nueva de Clarenza（1312年）、la Bastide de Clarence（1364年）、la Bastide de Clarensse（1422年）、Bastida de Clarencia（1513年）、la Bastide de Clarence（1650年）、la Bastide de Clerance（1665年）、Beata Maria de la Bastide de Clerence（1767年）と、時代ごとに異なる。

## 歴史
このナバーラ王国の要塞は、クレール・ド・ラバスタンによって、アラン川の端にある丘の中腹に、1288年につくられた。ビゴール出身者で占められる800人の避難民は、1312年にナバーラ王ルイス1世（フランス王ルイ10世）によって憲章を授けられた。その名が示すように、村の誕生は、国境の森林地帯に砦をつくるというナバーラの必要性からだった。歴史家ポール・ブロカは、1875年にまだ古く強力な砦の遺構を見ることができたと伝える。
ラ・バスティッド＝クレーランスの人口は徐々に増加した。これは、周りのバスクの村々の人々、フランス南西部の商人たちや、スペインの異端審問を逃れてきた人々を受け入れたためだった。まちの起源には別の説もある。多様な背景を持つ入植者、そして「フランコ」と呼ばれた巡礼者の存在である。
1700年代、人口は2000人を数えた。まちは毛織物産業、靴下の製造、そして農業で成り立っていた。12日間はまちの繁栄を支える市の日だった。16世紀の住民はバスク語を話せないがガスコーニュ語を話しており、彼らは徐々にバスクの習慣や言語を取り入れていった。まちは17世紀に320軒の家屋と工場を持っていた。1585年から1789年まで、まちはグラモン公爵領に依存していた。
ラ・バスティッド＝クレーランスは、ポルトガルのユダヤ人追放を逃れてきたユダヤ人コミュニティーがあった。
現在、アルソー広場や木骨造の住宅には職人の工房が入っている。
まちはかつてラバスティッド＝クレーランス（Labastide-Clairence）が正式名称であったが、1988年より現在の名称となっている。

### ユダヤ人
17世紀初頭から18世紀末まで、およそ200年間、ユダヤ人のコミュニティーが存在した。
スペイン、特にポルトガルから逃れてきたセファルディム系のユダヤ人たちは、16世紀終わりにはバイヨンヌに到着した。そこから彼らはグラモン公爵の庇護を受け、ペイルオラードやビダシュ、ラ・バスティード＝クレーランスといったまちに広がった。
しばしば「ポルトガル人」（Portugais）と呼ばれたユダヤ人たちは、17世紀にはおよそ70世帯から80世帯がまちにいた。彼らは「ユダヤ人の土地」（Nation juive）と指定された場所に、相対的に自立的なコミュニティーを営み、17世紀初頭にはキリスト教徒墓地とは別個のユダヤ人墓地をもっていた。
ジェラール・ナオン教授が1962年から1964年に発見した62箇所の墓には碑文が刻まれていた。最古の墓は1620年で、最も新しいものは1785年であった。そのうちの約18の墓は、ヘブライ語の暦で没日が記されていた。
18世紀半ば以降、ユダヤ人たちは急速に姿を消した。1798年にはわずか6人が残るのみだった。

## 経済
コミューン経済は農業が主体である。オッソー・イラティチーズの生産地に含まれる。

## 人口統計
| 1962年 | 1968年 | 1975年 | 1982年 | 1990年 | 1999年 | 2006年 |
| ------ | ------ | ------ | ------ | ------ | ------ | ------ |
| 874    | 821    | 844    | 759    | 852    | 881    | 990    |